# Koninklijke standaard van het Verenigd Koninkrijk

Koninklijke standaard van het Verenigd Koninkrijk - gebruikt in Engeland, Wales en Noord-Ierland

De koninklijke standaard is de officiële standaard (vlag) van de Britse koning Charles III van het Verenigd Koninkrijk in zijn hoedanigheid als Staatshoofd van de Verenigd Koninkrijk en tal van andere staten.

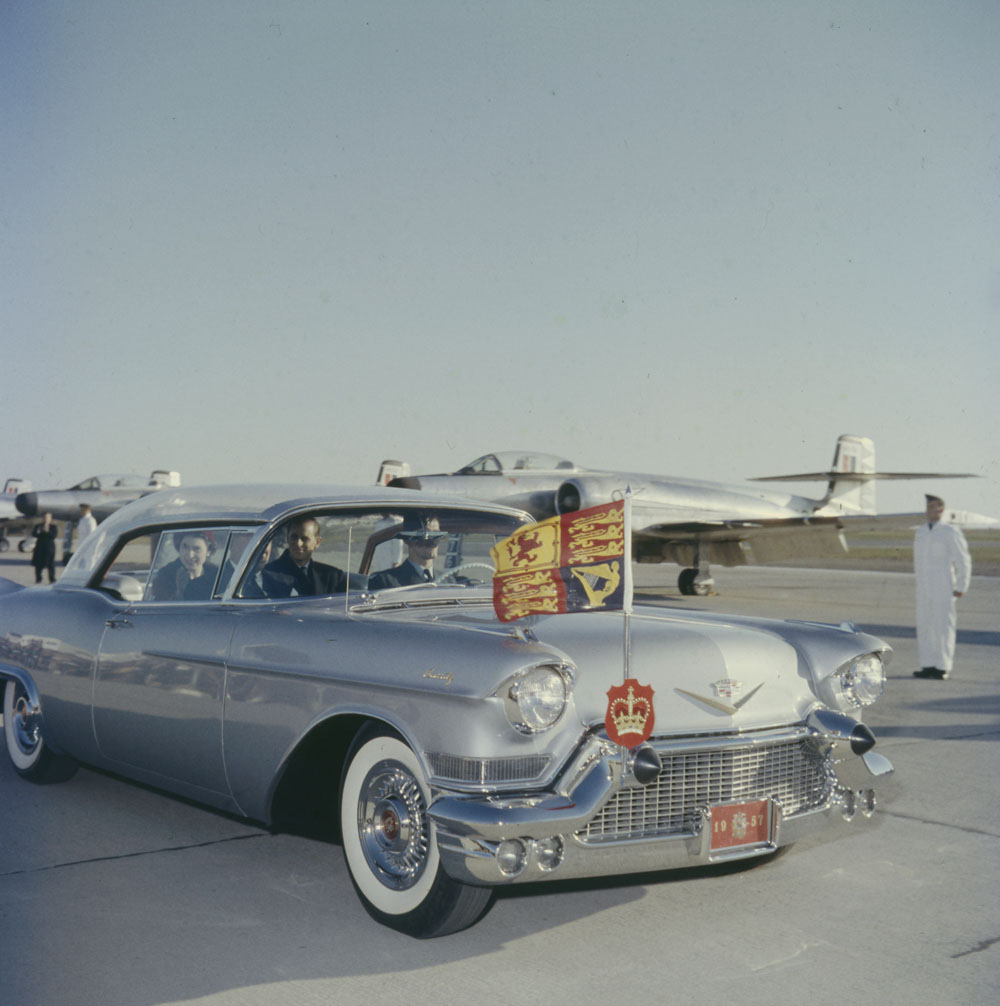
De koninklijke standaard op de limousine van de koningin (Ottawa, 1957)

De koninklijke standaard die in Groot-Brittannië wordt gebruikt, bestaat uit de wapenschilden van Engeland, Schotland en Noord-Ierland, evenals het gerelateerde wapen. In de andere landen van het gemenebest bestaat het uit de wapenschilden die daar worden gebruikt. In het vlaggenprotocol heeft de Koninklijke standaard de hoogste ranking. Het mag alleen worden gehesen op gebouwen waar de koning momenteel verblijft. Het wappert boven de Union Jack, de vlaggen van andere leden van de koninklijke families en de vlaggen van de staten. De Koninklijke standaard wordt nooit halfstok gevlogen omdat het het symbool is van de instelling van de monarchie, die ononderbroken voortleeft. Het ontwerp van de vlag is daarom niet significant veranderd sinds het Huis Windsor aantrad als Britse monarchen. De vlaggen in de landen van het Gemenebest moesten worden gewijzigd, omdat hierop de E van koningin Elisabeth was afgebeeld.

## Verenigd Koninkrijk

Koninklijke standaard van het Verenigd Koninkrijk gebruikt in Schotland

In Engeland, Wales, Noord-Ierland en andere Britse overzeese gebieden is de vlag verdeeld in vier kwadranten. Het eerste en vierde kwadrant vertegenwoordigen Engeland en hebben drie gouden leeuwen (of luipaarden) op een rode achtergrond. Het tweede kwadrant stelt Schotland voor en toont een rechtopstaande rode leeuw op een gouden achtergrond. Het derde kwadrant vertegenwoordigt Ierland en toont het goud Keltische harp op een blauwe achtergrond. Een soortgelijke vlag wordt gebruikt in Schotland, behalve dat de Schotse leeuw die rechtop loopt in het eerste en vierde kwadrant verschijnt, maar de drie Engelse leeuwen in het tweede kwadrant.
De huidige Koninklijke standaard is in gebruik sinds het bewind van Koningin Victoria, afgezien van kleine wijzigingen in de afbeelding van de Ierse harp. Eerdere Koninklijke standaarden omvatten de wapenschilden van Hannover en Frankrijk, wat overeenkomt met de positie van de Engelse koningen als keurvorsten (latere koningen) van Hannover en de theoretische aanspraak van de Britse vorsten op de Franse troon. Het ontwerp werd grotendeels gewijzigd toen een nieuwe monarch aantrad.

## Australië

Koninklijke standaard van Australië (1962–2022)

In Australië bestaat de Royal Standard uit zes delen, drie in de bovenste en onderste helft. De eerste zesde staat voor New South Wales; het toont het Engelse Sint-Joriskruis met een gouden leeuw in het midden en een gouden ster in elke arm. De tweede zesde staat voor Victoria en bestaat uit een kroon en zes witte sterren op een blauwe achtergrond. De derde zesde staat voor Queensland en toont een blauw Maltezer kruis met een kroon op een witte achtergrond. De vierde zesde staat voor Zuid-Australië en stelt een zwartrugfluitvogel voor op een gouden achtergrond. De vijfde zesde staat voor West-Australië, met een zwarte zwaan op een gouden achtergrond. In de laatste zesde, wat staat voor Tasmanië, is een rode leeuw afgebeeld op een witte achtergrond.
Toegestane formaten zijn 1:2 en 22:31. 1:2 moet worden gebruikt als nabijgelegen vlaggen vergelijkbare formaten hebben. 22:31 maakt een eenvoudige weergave mogelijk: 2 eenheden voor de rand en het wapen elk in het formaat 9:9.

## Canada

Koninklijke standaard van Canada (2023–)

Koninklijke standaard van Canada (1962–2022)

De Koninklijke standaard van Canada is in zijn basisvorm gebaseerd op het wapen van Canada. In de bovenste twee derde zijn de vier belangrijkste etnische groepen van Europese afkomst vertegenwoordigd: de Engelsen door drie gouden leeuwen, de Schotten door de rode leeuw, de Ieren door de harp en de Franse Canadezen door de lelie. In het onderste derde deel zijn er drie suikeresdoorn op een witte achtergrond, die de eenheid van de volkeren vertegenwoordigen. In het midden is een blauwe schijf gehuld in rozen met een gekroonde gouden "E". Ook de Inheemse bevolking van Canada (ook bekend als First Nations of indianen en eskimo's of inuit) eist een opname op de koninklijke standaard nu de E van Elisabeth door een C van Charles wordt vervangen.

## Nieuw-Zeeland

Koninklijke standaard van Nieuw-Zeeland (1962–2022)

In Nieuw-Zeeland bestaat de Koninklijke standaard uit twee kwadranten aan weerszijden, in het midden gescheiden door een witte band. In het eerste kwadrant staan vier rode sterren op een blauwe achtergrond, die het Zuiderkruis symboliseren, maar iets anders gerangschikt dan de vlag van Nieuw-Zeeland. Een gouden schapenwol op een rode achtergrond in het tweede kwadrant symboliseert de schapenhouderij, een gouden schoof op een rode achtergrond in het derde kwadrant symboliseert landbouw. Twee gouden hamers op een blauwe achtergrond in het vierde kwadrant vertegenwoordigen mijnbouw. In de witte band in het midden staan twee zeilschepen, symbolen van maritieme handel en immigratie. Ook hier is er een blauwe schijf omkranst met rozen met een gekroonde gouden "E" in het midden.

## Jamaica

Koninklijke standaard van Jamaica (1966–2022)

De Koninklijke standaard van Jamaica bestaat uit de Engelse vlag met gouden ananas in elk van de armen. In het midden is de blauwe schijf gehuld in rozen met een gekroonde gouden "E".

## Andere landen van het Gemenebest
De andere staten van het Gemenebest hebben geen eigen Koninklijke standaard. Toen koningin Elizabeth II in deze landen verbleef, voerde ze de basis vlag, bestaande uit een gekroonde "E" omringd door gouden rozen op een blauwe achtergrond. Sierra Leone, Trinidad en Tobago, Mauritius, Malta en Barbados hadden vroeger hun eigen Koninklijke standaard. Sinds deze staten echter republieken werden, worden ze niet meer gebruikt.